# جوزيف ديني
جوزيف ديني (بالإنجليزية: Joseph Dennie)‏ هو محرر ومحامي وصحفي وشاعر أمريكي، ولد في 30 أغسطس 1768 في بوسطن في الولايات المتحدة، وتوفي في 7 يناير 1812 بسبب كوليرا.

## وصلات خارجية
- جوزيف ديني على موقع الموسوعة البريطانية (الإنجليزية)